# Конституційний суд Південної Кореї
Конституційний суд Республіки Корея (кор. 대한민국 헌법재판소) — орган конституційного контролю, створений відповідно Конституції Республіки Корея 1987 року.
Є одним із найвищих судів, разом із Верховним судом, у судовій системі Південної Кореї, який здійснює конституційний контроль, розташований у районі Джон-но, в місті Сеулі. Конституція наділяє судову владу судам, що складаються з суддів, що встановлює систему звичайних судів, але також відокремлює незалежний Конституційний суд і надає йому виключну юрисдикцію з питань конституційності.
Суд складається з 9 суддів, кожен з яких призначається Президентом, Національними зборами та Головою Верховного Суду, – по три судді. Кандидат на посаду голови Конституційного суду повинен отримати схвалення Національних зборів перед призначенням Президентом.
Конституція широко визначає ролі судів, як звичайних судів, так і Конституційного суду, і доручає Національним зборам законодавчо встановлювати особливості їхніх функцій. В 1987 році Національні збори ухвалили Закон про Конституційний суд, який встановлює організаційну структуру суду та ієрархію судових службовців та їхні ролі в суді. У ньому також визначаються процедурні деталі звернення до суду. На відміну від інших конституційних судів (зокрема Конституційного суду Німеччини), заявник, який бере участь у судовому процесі, може подати конституційну скаргу безпосередньо до суду, не вичерпуючи всі інші засоби правового захисту, якщо він/вона вважає, що певний закон порушив його/її конституційні права.

## Статус
Нинішня судова система Південної Кореї, зокрема Конституційний суд Кореї, була під впливом австрійської судової системи. У той час, як в Австрії є три вищих суди, чия юрисдикція визначена в різних розділах австрійської конституції, конституція ж Південної Кореї засновує лише два вищих суди.
Розробники Конституції Кореї намагалися підкреслити, що Конституційний Суд не належить до системи звичайних судів, використовуючи різні, але синонімічні слова:
- «чепансо» (재판소; корейська вимова: [tɕɛpʰanso]) – для позначення Конституційного суду;
- «бопвон» (법원; корейська вимова: [pʌbwʌn]) – для позначення звичайних судів.

Рівний статус Конституційного та Верховного судів встановлюється Законом про Конституційний суд, яка зазначає, що до голови та суддів Конституційного суду ставляться так само, як до голови та суддів Верховного суду відповідно.

## Склад

### Судді
| Ім'я          | Дата народження | Призначений                    | Рекомендований                      | На посаді з     |
| ------------- | --------------- | ------------------------------ | ----------------------------------- | --------------- |
| Мун Хьон-бе   | 11 лютого 1966  | Президентом Мун Чже-іном       | Прямо                               | 19 квітня 2019  |
| Лі Мі-сон     | 18 січня 1970   | Президентом Мун Чже-іном       | Прямо                               | 19 квітня 2019  |
| Кім Хьон-ду   | 10 жовтня 1965  | Президентом Юн Сок-йолем       | Головою Верховного суду Кім Мьон-су | 31 березня 2023 |
| Чжун Чжун-мі  | 24 травня 1969  | Президентом Юн Сок-йолем       | Головою Верховного суду Кім Мьон-су | 17 квітня 2023  |
| Чжон Хьон-сік | 02 вересня 1961 | Президентом Юн Сок-йолем       | Прямо                               | 18 грудня 2023  |
| Кім Бок-хьон  | 05 травня 1968  | Президентом Юн Сок-йолем       | Головою Верховного суду Чо Хі-де    | 21 вересня 2024 |
| Чо Хан-чан    | 14 травня 1965  | в.о. Президента Чхве Сан-моком | Національними зборами               | 01 січня 2025   |
| Чон Кє-сун    | 02 серпня 1969  | Чхве Сан-мок                   | Національними зборами               | 01 січня 2025   |
| Вакансія      |                 |                                |                                     |                 |

### Процедура призначення
Суд складається з 9 суддів, кожен з яких формально призначається президентом. Але Конституція ділить повноваження висувати кандидатів на рівні третини між президентом, Національною асамблеєю та головним суддею Верховного суду. Таким чином, президент висуває та призначає 3 із 9 суддів, а решта — призначається з кандидатів, обраних Національними зборами або головою Верховного суду. Така структура призначення відображає традицію розглядати звичайні суди як ядро звичайної судової системи, оскільки президент представляє виконавчу владу, Національні збори — законодавчу, а головний суддя Верховного суду — судову гілку уряду Південної Кореї.
Кандидат на посаду судді Конституційного Суду повинен бути не молодше 40 років, мати кваліфікацію адвоката та  досвіду роботи в юридичній практиці або в юридичних наукових колах більше 15 років.
Хоч точна внутрішня процедура призначення суддів Конституційного суду не визначена законом, призначення трьох суддів від Національних зборів зазвичай визначається шляхом переговорів між керівною партією у парламенті та найбільшшою опозиційною партією парламенту. Закон передбачає обов’язкове проведення слухань щодо підтвердження в Національних зборах для всіх суддів Конституційного суду перед їх призначенням або призначенням. Однак слухання щодо підтвердження вважаються формальністю, оскільки словесність відповідної статті в Закон про Конституційний суд вимагає проведення слухань щодо підтвердження, а не отримання схвалення кандидата зборами.
Таким чином, Національні збори не можути блокувати висунення чи призначення, не схвалюючи кандидатів під час цих слухань.

#### Рада суддів Конституційного Суду
До складу Ради суддів Конституційного Суду входять усі судді, включаючи голову Суду. Рішення приймаються простою більшістю голосів у кворумі у дві третини всіх суддів.
Рада в першу чергу контролює повноваження Голови Конституційного Суду з управління судами, такі як призначення генерального секретаря, заступника генерального секретаря, суддів-доповідасів та інші чиновників вище III чину. Рада також контролює інші питання, що вимагають виконання наглядових функцій, включаючи створення внутрішніх процедурних правил і планування фінансових питань.

### Голова Суду
Конституція уповноважує Президента Південної Кореї призначати голову Конституційного суду з числа дев’яти суддів Конституційного суду за умови схвалення Національними зборами. Голова суду представляє Суд у відносиних з іншими органами влади та здійснює контроль за його діяльністю. Раду суддів Конституційного суду очолює Голова суду.

### Строк повноважень
Конституція та Закон про Конституційний суд визначають, що термін повноважень асоційованого судді може бути продовжений на 6 років до досягнення обов’язкового віку виходу на пенсію — 70 років. Однак лише двоє суддів намагалися поновити свій термін шляхом повторного призначення,оскільки це потенційно може завдати шкоди судовій незалежності Конституційного суду.
Відповідно до Конституції протягом терміну їх повноважень судді не можуть бути усунені з посади, крім як шляхом імпічменту або позбавлення волі, і їм забороняється вступати до будь-якої політичної партії або брати участь у політичній діяльності з метою збереження політичного нейтралітету суду.
Складним питанням у системі терміну повноважень суду є тривалість повноважень голови суду, оскільки ні Конституція, ні Закон про Конституційний суд його не визначають. Новопризначений голова суду, який також є суддею, може мати повний шестирічний термін на посаді судді. Однак, якщо Голову Суду призначають на час його повноважень суддею, він може служити як Голова Суду лише до кінця свого терміну як судді.

## Організація

### Судді-доповідачі
Судді-доповідачі (헌법연구관, раніше відомі як співробітники конституційних досліджень) підтримують усих суддів суду, проводячи розслідування та дослідження для перегляду справ і винесення рішення. Вони готують проєкти рішень, функціонуючи подібно до помічників суддів, таких як conseillers référendaires у касаційному суді Франції або Gerichtsschreiber у швейцарському Федеральному суді. Ці посади зазвичай тривають від 5 до 10 років або більше до виходу на пенсію, на відміну від клерків у Верховному суді Сполучених Штатів, які служать стажистами від 1 до 2 років.
Суддів-доповідачів призначає голова суду за згодою Ради юстиції відповідно до Закону про Конституційний Суд. Вони обслуговуються 10 років з можливістю поновлення, за тією ж системою перебування, що й судді нижчого звичайного суду у Кореї. Слід зазначити, що судді-доповідачі служать довше, ніж судді Конституційного суду, і отримують таку ж платню, як і судді нижчого звичайного суду, що забезпечує безперервність конституційного судочинства в Кореї. Деякі посади суддів-доповідачів заповнюються суддями звичайних судів нижчої інстанції або прокурорами, відрядженими за межами Конституційного Суду на 2 роки, підвищуючи різноманіття та розуміння судів відповідно до Закону про Конституційний суд.
Окрім суддів-доповідачів, до складу суду також входять конституційні дослідники та наукові консультанти, які працюють до 5 років, допомагаючи в дослідженні переважно порівняльного права, пов’язаного зі справами, що розглядаються судом.

### Департамент судової адміністрації
Адміністрація суду здійснюється автономно в межах суду Департаментом судової адміністрації (DCA, 헌법재판소사무처). Відділ очолює генеральний секретар (사무처장), наразі Пак Чон Мун, під керівництвом голови суду, за згодою Ради юстиції.
Генеральний секретар прирівнюється за рангом до інших міністрів у Державній раді виконавчої влади. Заступник генерального секретаря зазвичай призначається зі старших суддів-доповідачів і має той самий ранг, що й інші віце-міністри. Департамент виконує рішення Ради суддів Конституційного Суду та наглядає за різними аспектами судового адміністрування, включаючи фіскальні питання та питання людських ресурсів, а також послуги з інформаційних технологій. Він також має професійну команду, яка підтримує міжнародні відносини суду, включаючи Венеціанську комісію та Асоціацію конституційних судів Азії та еквівалентних установ.

### Інститут конституційних досліджень
Інститут конституційних досліджень (헌법재판연구원) є власним науково-дослідним інститутом Конституційного Суду. Він зосереджений на дослідженнях у фундаментальних наукових областях, таких як порівняльне право та оригінальні юридичні теорії, пов’язані з конституцією. Інститут також забезпечує підготовку новопризначених судових посадовців і інформує громадськість про конституцію. Професори в інституті в основному набираються з числа докторів філософії, які навчалися за кордоном, а їхні дослідницькі та освітні програми контролюються старшими суддями-доповідачами, відрядженими від суду.

## Процедура
Процедура розгляду в Конституційному Суді складається з двох етапів:
- На першому етапі суд перевіряє, чи відповідає справа попереднім умовам прийнятності. Наприклад, якщо заявник пропустив строк подання заяви, справа формально закривається незалежно від суті справи
- На другому етапі суд розглядає та обговорює справу по суті. Зазвичай на другому етапі усних слухань немає, але суд може прийняти рішення про проведення усних слухань, якщо це необхідно, відповідно до статті 30 Закону про Конституційний суд.

Якщо петиція є прийнятною, але не задоволена по суті, вона формально відхиляється. Якщо суд погоджується з позивачем, позов задовольняється, але можуть бути різні форми залишених рішень, як у випадку перевірки конституційності законів.
Перегляд на першому етапі здійснюється однією з трьох колегій суду (지정재판부), кожна з яких складається з трьох суддів. Якщо колегія одноголосно вирішує, що справа не відповідає жодній із умов прийнятності, справа закривається. В іншому випадку справа переходить до другої стадії, де повний склад (전원재판부) розглядає справу. Навіть якщо справа пройшла перший розгляд і перейшла до другого етапу, її все одно можна відхилити.

### Голосування та кворум повного складу
Рішення про підтримку або скасування заяви вимагає згоди принаймні шести суддів. Для обговорення потрібен кворум із принаймні семи суддів.
Єдиним винятком є спори щодо юрисдикції, які можуть бути вирішені простою більшістю голосів для підтримки петиції. Простої більшості також достатньо, щоб відхилити або відхилити петицію. Якщо думки простої більшості не досягнуто, рішення суду визначається шляхом послідовного підрахунку голосів, починаючи з найбільш сприятливої думки для заявника та продовжуючи до найменш сприятливої, доки кількість голосів не перевищить шість. Найменш сприятлива думка в межах цієї більшості вважається думкою суду.

### Головуючий та відповідальний судді
Під час провадження в конституційному суді для кожної справи призначаються головуючий (재판장) і відповідальний суддя (주심).
Головуючий суддя є офіційним представником колегії, тоді як відповідальний суддя спостерігає за слуханнями та складає проект рішення по конкретній справі. Роль відповідального судді аналогічна ролі судді-доповідача в Європейському суді. Щоб пом’якшити занепокоєння щодо упередженості, відповідальний суддя зазвичай обирається за допомогою комп’ютерної програми. Навпаки, головуючий суддя визначається за старшинством.
Важливо зазначити, що в південнокорейських судах термін «головуючий суддя» часто відноситься до адміністративного голови колегії, а не до особи, яка головує в конкретних справах. Наприклад, у процедурі імпічменту колишнього президента Пак Кин Хе суддя Кан І-вон виконував обов’язки відповідального судді і проводив більшу частину розгляду. Проте суддя Лі Чон-мі, виконуюча обов’язки голови Конституційного суду на той час, був офіційним головою повного складу.

### Найменування справ
Найменування справ у Конституційному суді дотримується певної домовленості. Перші дві або чотири цифри означають рік подання справи. Далі йде алфавітний код справи, який класифікує справу за одним із восьми типів: 훈카, 훈나, 훈다, 훈라, 훈마, 훈바, 훈사, 훈아, кожен з яких відповідає певній юрисдикції суду. Порядковий номер присвоюється на основі хронологічного порядку ведення справ протягом того самого року.

## Юрисдикція
У Конституції вказано, що Конституційний суд розглядає виключно такі справи:
- конституційність закону на вимогу судів;
- відсторонення від посади шляхом імпічменту;
- спрои щодо розпуску політичної партії;
- спори про юрисдикцію між державними органами, між державними органами та органами місцевого самоврядування, а також між органами місцевого самоврядування;
- конституційні скарги.

### Судовий розгляд законів
Конституційний суд може переглядати конституційність законів на вимогу звичайних судів – таке повноваження називається судовим переглядом (사법심사) або офіційно Постановою щодо конституційності законів (위헌법률심판).
У судовому спорі, якщо рішення суду залежить від конституційності законів, які мають відношення до справи, будь-яка сторона може просити суд передати справу до Конституційного Суду для перегляду. Проте суд має право вирішувати, чи задовольняти клопотання. Якщо суд вирішить не передавати справу, потерпіла сторона може подати «конституційну скаргу» безпосередньо до Конституційного суду в обхід звичайного суду.
Процедурні перешкоди, пов’язані з зверненням щодо винесення рішення щодо конституційності законів, означають, що лише сторони, безпосередньо залучені до поточної судової справи, мають право вимагати направлення справи від суду. Це означає, що особа, яка може отримати абстрактні або потенційні травми, не має права на цей правовий ресурс. Іншими словами, сторона повинна мати конкретну та конкретну зацікавленість у результаті справи, щоб вимагати передачі справи до Конституційного Суду.
Закон про Конституційний суд встановлює, що якщо звичайний суд звернувся до Конституційного суду з проханням винести рішення щодо конституційності законів, жоден суд вищої інстанції, включаючи Верховний суд, не може втручатися. Таке обмеження повноважень Верховного Суду випливає з його історичної пасивності у протистоянні з іншими гілками влади в періоди авторитарного правління.
Процесуальна вимога про те, що звичайний суд повинен передати справу на розгляд Конституційного суду, була зловживана президентом Пак Чон-хі згідно з Конституцією Юсін. Він відмовився повторно призначити суддів Верховного суду, які оскаржували його повноваження, фактично перешкоджаючи звичайним судам робити будь-які офіційні запити щодо конституційного перегляду. Ця подія виявила вразливі сторони встановлення конституційного перегляду в залежності від запиту суду.
Як наслідок, поправка до Конституції 1987 року запровадила ще один спосіб для зацікавленої сторони обійти звичайні суди та напряму звернутися до Конституційного суду з проханням втрутитися в конституційний контроль. Цей альтернативний шлях, який називається конституційною скаргою (헌법소원심판).
| Рішення                                                              | Опис |
| -------------------------------------------------------------------- | --- |
| Неконституційний (위헌)                                              | Коли Конституційний суд визнає закон неконституційним, відповідний закон втрачає чинність, а рішення набуває чинності негайно. У випадку кримінальних законів рішення має зворотню силу, якщо попереднім рішенням Конституційного Суду не було підтверджено рішення щого того самого закону. У таких випадках рішення має зворотню силу до моменту прийняття попереднього відповідного рішення. Це означає, що ті, хто раніше був засуджений за неконституційним законом, можуть бути скасовані або можуть мати право на повторний розгляд. |
| Конституційний (합헌})                                               | Коли Конституційний суд визнає закон конституційним, відповідний закон залишається чинним. Це означає, що акт залишається чинним і підлягає виконанню, а рішення не впливає на поточні або минулі судові процеси, пов’язані з законом. |
| Невідповідний (헌법불합치)                                           | Якщо статут оголошується невідповідним конституції, закон вважається неконституційним по суті, але залишається в силі, доки Національні збори не внесуть зміни до закону. У таких рішеннях Конституційний Суд встановлює термін, після закінчення якого відповідний закон втрачає чинність і стає таким, що не підлягає виконанню. Національні збори відповідають за внесення змін до закону, щоб забезпечити його відповідність конституції, і невиконання цього протягом зазначеного терміну може призвести до правових наслідків. |
| Умовно неконституційний (한정위헌), Умовно конституційний (한정합헌) | Коли Конституційний суд визнає закон умовно конституційним, це означає, що закон необхідно тлумачити певним чином, щоб забезпечити його конституційність. Крім того, суд також може визнати акт умовно неконституційним, що означає, що закон є неконституційним, якщо його тлумачити певним чином. Такі типи рішень відомі як «похідні рішення» (변형결정) і часто є предметом суперечок між Конституційним і Верховним судами. Верховний суд стверджував, що такі похідні рішення посягають на традиційну роль суду щодо тлумачення законів і можуть призвести до плутанини та непослідовності у застосуванні закону. З іншого боку, Конституційний суд виправдовує використання похідних рішень тим, що вони необхідні для забезпечення відповідності закону конституції при дотриманні законодавчої мети та розподілу влади. |

### Імпічмент
Винесення рішення про імпічмент (탄핵심판) є ще одним важливим повноваженням Конституційного суду.
Якщо президент, прем’єр-міністр або інші члени Уряду порушують конституцію або інші закони про службові обов’язки, Національні збори можуть запропонувати прохання про імпічмент за згодою принаймні однієї третини депутатів, або у випадку президента, принаймні більшості. Така пропозиція має отримати підтримку більшості у дві третини, якщо вона стосується президента, і простою більшістю — для будь-якої іншої посади. Після того, як подання про імпічмент ухвалене парламентом, Конституційний суд виносить рішення про імпічмент, і доки Конституційний суд не винесе рішення, посадовець, якого оголосили про імпічмент, відсторонюється від посади та не може виконувати повноваження.
Ні конституція, ні закон про Конституційний суд не містять конкретних критеріїв для розгляду у справі про імпічмент. Тому попередні рішення Конституційного суду відіграють важливу роль у встановленні стандартів перегляду справ про імпічмент. Було три справи про імпічмент президента: Но Му-хьона (2004), Пак Кин-хе (2017) та Юн Сук-йоля (2025). У справі про імпічмент президента Но Му-хьона суд вирішив, що серйозне (중대한) порушення закону вимагає усунення президента з посади. Однак у справі президента Пак Кин-хе Конституційний суд постановив, що порушення конституції є достатнім для усунення, навіть без серйозного порушення закону чи статуту.

### Розпуск політичних партій
Уряд може звернутися до Конституційного суду з проханням розпустити політичну партію, якщо її цілі або діяльність вважаються такими, що порушують базовий ліберально-демократичний порядок (민주적 기본질서).
На положення про розпуск партії вплинув його німецький еквівалент, партійна заборона (Parteiverbot), призначена для запобігання повторенню таких подій, як прихід нацистів. Хоча це положення має на меті запобігти дестабілізації суспільства антидемократичними фракціями, воно також ризикує бути використаним авторитарними лідерами для розпуску політичних партій, які кидають виклик їхній владі та придушують інакомислення та свободу слова. Вимагання схвалення Конституційного суду має на меті вирішити такі проблеми.
Конституційний суд рідко приймає подання про розпуск і ще рідше приймає рішення на користь розпуску політичної партії. Станом на квітень 2023 року Об'єднана прогресивна партія є єдиною політичною партією, розпущеною через це положення.

### Юрисдикційні спори
Конституція уповноважує Конституційний суд вирішувати юрисдикційні спори  (권한쟁의심판), що походить від німецького органного спору.
У деяких випадках два окремих органи влади можуть мати однакові юрисдикції, які визначені у відповідних статутах, які надають ці повноваження. У результаті може виникати необхідність чітко визначити орган, відповідальний за певну справу.
У деяких інших випадках наявність самої юрисдикції може бути оскаржена. Наприклад, центральний уряд у Сеулі може делегувати певні урядові проекти місцевим органам влади. Органи місцевого самоврядування можуть спробувати ухилитися від делегування, звернувшись до Конституційного суду, стверджуючи, що вони не мають конституційної юрисдикції для виконання таких завдань.

### Конституційні скарги
Закони надають суду повноваження перевіряти, чи були порушені основні права заявника діями чи бездіяльністю державного органу. На специфікацію системи конституційних скарг вплинув німецький еквівалент (Verfassungsbeschwerde). Оскільки конституційні скарги (헌법소원심판) призначені для того, щоб служити останнім засобом, їх можна подавати лише після того, як вичерпано всі інші існуючі засоби правового захисту.
Позови про цивільну відповідальність розглядаються звичайними судами і тому не підлягають конституційним скаргам. Перегляд суду обмежується визначенням того, чи були порушені основні права позивача в процесі розгляду справи. Позови щодо відшкодування збитків та компенсації не підпадають під юрисдикцію суду, тому відхиляються.
Згідно зі статтею 68 пункту 2 Закону про Конституційний суд, заявники, які беруть участь у поточному судовому процесі, можуть оминути звичайний суд і подати скаргу безпосередньо до Конституційного суду за умови, що вони просили, але отримали відмову в направленні для перевірки конституційності закону (법령소원심판). Оскільки пункт 2 статті був історично створений для протидії придушенню звичайних судів з боку режиму Пак Чон Хі, обмежуючи їхню готовність надавати звернення до конституційного перегляду, він не вимагає, щоб заявник вичерпав усі інші засоби правового захисту – лише те, що звичайний суд відхилив його запит на передачу справи до Конституційного суду.